# Eurema smilax
Eurema smilax är en fjärilsart som först beskrevs av Donovan 1805.  Eurema smilax ingår i släktet Eurema och familjen vitfjärilar. Inga underarter finns listade i Catalogue of Life.